# 835

## Esdeveniments
- Comença a escriure's en lletra minúscula
- Lluís el Pietós recupera el títol d'emperador

## Naixements
- Lluís III d'Alemanya

## Necrològiques
- Berenguer de Tolosa assoleix els títols de comte de Tolosa, Pallars, Ribagorça, Rosselló, Empúries, Barcelona, Girona i Besalú.